# WGC - CA Kampioenschap 2013
De 15de editie van het WGC - CA Kampioenschap  wordt in 2013 gespeeld van 7-10 maart, wederom op de golfbaan van de Doral Golf Resort & Spa. Tiger Woods won dit toernooi in 1999, 2002, 2003, 2005, 2006 en 2007. Titelverdediger is Justin Rose, die het toernooi in 2012 won met een score van -16.

## Verslag
De par van de baan is 72. Er doen geen Nederlanders mee, wel een Belg.

### Ronde 1
Na de eerste ronde stonden vijf spelers aan de leiding: Sergio García, Fredrik Jacobson, Graeme McDowell, Bubba Watson en Tiger Woods, allen met een score van -6, en allen uit de top-12 van de FedEx Cup. Steve Stricker, die Tiger Woods al 15 jaar kent, had hem woensdag weer een paar kleine aanwijzingen gegeven om zijn putten te verbeteren. Titelverdediger Justin Rose kwam met -4 binnen. Nicolas Colsaerts eindigde met -1 op een gedeeld 32ste plaats.

### Ronde 2
Schwartzel verlaagde het toernooirecord tot 65. Tiger Woods bracht daarna ook 65 binnen en bleef als enige aan de leiding.
Colsaerts maakte weer een ronde van 71. Er was geen cut bij dit toernooi dus alle spelers gingen door naar het weekend.

### Ronde 3
Colsaerts maakte met 67 de laagste score van de dag en steeg naar de 16de plaats. Later kwamen Sergio García  en Michael Thompson ook met 67 binnen. Tiger Woods lijkt op een overwinning af te gaan, hij eindigde de ronde met een voorsprong van vier slagen. .

### Ronde 4
Tijdens ronde 4 was er veel meer wind dan tijdens de eerste rondes. Toch lukte het de 19-jarige Matteo Manassero een ronde van 66 te maken. Hij steeg daardoor van de 49ste naar de 24ste plaats. Richard Sterne stond na 13 holes al op -6. 
Maar de verrassing van de dag was Adam Scott, die het toernooirecord verbeterde en daardoor op een gedeeld 3de plaats eindigde.
Tiger Woods maakte een ronde van 71 maar won toch. Graeme McDowell eindigde met een dubbelbogey op de gedeeld 3de plaats achter Steve Stricker, die als enige zijn vierde ronde onder de 70 binnenbracht.
- Volledige scores

| Naam              | Score R1 | Score R1 | Nr  | Score R2 | Score R2 | Totaal | Nr  | Score R3 | Score R3 | Totaal | Nr  | Score R4 | Score R4 | Totaal | Nr  |
| ----------------- | -------- | -------- | --- | -------- | -------- | ------ | --- | -------- | -------- | ------ | --- | -------- | -------- | ------ | --- |
| Tiger Woods       | 66       | -6       | 1   | 65       | -7       | -13    | 1   | 67       | -5       | -18    | 1   | 71       | -1       | -19    | 1   |
| Steve Stricker    | 67       | -5       | T6  | 67       | -5       | -10    | T3  | 69       | -3       | -13    | T3  | 68       | -4       | -17    | 2   |
| Graeme McDowell   | 66       | -6       | 1   | 67       | -5       | -11    | 2   | 69       | -3       | -14    | 2   | 72       | par      | - 14   | T3  |
| Adam Scott        | 72       | par      | T41 | 70       | -2       | -2     | T   | 68       | -4       | -6     | T19 | 64       | -8       | -14    | T3  |
| Phil Mickelson    | 67       | -5       | T6  | 67       | -5       | -10    | T3  | 69       | -3       | -13    | T3  | 71       | -1       | -14    | T3  |
| Sergio García     | 66       | -6       | 1   | 72       | par      | -6     | T10 | 67       | -5       | -11    | T5  | 69       | -3       | -14    | T3  |
| Keegan Bradley    | 68       | -4       | T10 | 68       | -4       | -8     | T7  | 69       | -3       | -11    | T5  | 71       | -1       | -12    | 7   |
| Michael Thompson  | 69       | -3       | T16 | 69       | -3       | -6     | T10 | 67       | -5       | -11    | T5  | 73       | +1       | -10    | T8  |
| Peter Hanson      | 67       | -5       | T6  | 71       | -1       | -6     | T10 | 70       | -2       | -8     | T13 | 70       | -2       | -10    | T8  |
| Charl Schwartzel  | 71       | -1       | T32 | 65       | -7       | -8     | T7  | 69       | -3       | -11    | T5  | 75       | +3       | -8     | T16 |
| Fredrik Jacobson  | 66       | -6       | 1   | 69       | -3       | -9     | T5  | 71       | -1       | -10    | T9  | 74       | +2       | -8     | T16 |
| Bubba Watson      | 66       | -6       | 1   | 69       | -3       | -9     | T5  | 71       | -1       | -10    | T9  | 75       | +3       | -7     | T18 |
| Nicolas Colsaerts | 71       | -1       | T32 | 71       | -1       | -2     | T33 | 67       | -5       | -7     | T16 | 72       | par      | -7     | T18 |
| Hunter Mahan      | 67       | -5       | T6  | 72       | par      | -5     | T20 | 71       | -1       | -6     | T19 | 74       | +2       | -4     | T25 |

| Leider |  | Toernooirecord |

## Spelers
Het spelersveld wordt samengesteld uit:
- de top-50 van de Wereldranglijst op 27 februari en 4 maart
- de top-10 van de FedEx Cup van eind 2012
- de top-20 van de Race To Dubai van eind 2012
- de top-10 van de Race To Dubai op 28 februari
- de top-2 van de Japan Golf Tour van eind 2012 (Hiroyuki Fujita en Toru Taniguchi hebben afgezegd)
- de top-2 van de Australaziatische PGA Tour van eind 2012
- de top-2 van de Sunshine Tour van eind 2012
- de top-2 van de Aziatische PGA Tour van eind 2012.

| - Keegan Bradley - Rafa Cabrera Bello - Tim Clark - George Coetzee - Nicolas Colsaerts - Jason Day - Luke Donald - Jamie Donaldson - Jason Dufner - Ernie Els - Gonzalo Fernández-Castaño - Rickie Fowler - Marcus Fraser - Jim Furyk - Stephen Gallacher - Sergio García | - Robert Garrigus - Brian Gay - Branden Grace - Bill Haas - Peter Hanson - Pádraig Harrington - Michael Hendry - Russell Henley - Charles Howell III - John Huh - Fredrik Jacobson - Scott Jamieson - Dustin Johnson - Zach Johnson - Martin Kaymer - Matt Kuchar | - Paul Lawrie - David Lynn - Hunter Mahan - Matteo Manassero - Graeme McDowell - Rory McIlroy - John Merrick - Phil Mickelson (2009) - Francesco Molinari - Ryan Moore - Alexander Norén - Geoff Ogilvy - Thorbjørn Olesen - Louis Oosthuizen - Carl Pettersson - Scott Piercy - Ian Poulter | - Justin Rose (2012) - Charl Schwartzel - Adam Scott - John Senden - Marcel Siem - Webb Simpson - Richard Sterne - Steve Stricker - Michael Thompson - Bo Van Pelt - Nick Watney - Bubba Watson - Lee Westwood - Thaworn Wiratchant - Chris Wood - Tiger Woods (1999, 2002-03, 2005-07) |

## Trivia
In 2012 werd Trump Hotel Collection de nieuwe eigenaar van de resort. Er zal US$ 200.000 worden geïnvesteerd om de resort nog mooier te maken. In februari 2013 werd bekendgemaakt dat dit toernooi nog tien jaar op deze baan gespeeld zal worden.